# Чумукедіма
Чумукедіма ([ˈtʃmʊkɛdimə]) — муніципалітет в окрузі Чумукедіма в індійському штаті Нагаленд. Він розташований на лівому березі Чатхе та з його околицями, що включають кілька інших міст і сіл, столичний район Чумукедіма є найбільшою міською агломерацією в Нагаленді за площею та третьою за чисельністю населення після Дімапура та Кохіми.
Чумукедіма — єдиний муніципалітет однойменного району. Chümoukedima була призначена першою штаб-квартирою тодішнього району Нага-Хіллз провінції Ассам, Британська Індія з 1866 року до переїзду адміністративного офісу до Вохи в 1875 році, а потім до Кохіми в 1879 році.

## Історія
Під час британської ери з 1866 по 1875 рік Чумукедіма служив першою штаб-квартирою тодішнього району Нага-Хіллз провінції Ассам.
2 грудня 1997 року уряд Наґаленду оголосив колишній підрозділ Дімапур округу Кохіма повноправним округом зі штаб-квартирою в Чумукедімі. Невдовзі розпочалося будівництво нового офісного комплексу заступника комісара в Чумукедімі, коли старий додатковий офісний комплекс заступника комісара в Дімапурі продовжував тимчасово обслуговувати новий округ, але протягом багатьох років різні організації громадянського суспільства, що базувалися в Дімапурі, протистояли переміщенню штаб-квартири округу до Chümoukedima. 18 грудня 2021 року уряд Нагаленду у відповідь розділив район Дімапур на три окремі райони — Чумукедіма, існуючий Дімапур і Ніуланд.

## Географія
Він розташований у підніжжі пагорбів Нага. З туристичного села на вершині пагорба відкривається вид з висоти пташиного польоту на весь район Чумукедіма, Дімапур та інші частини району Карбі Англонг в Ассамі. Також на цій території розташовані водоспади.

## Офіційний сайт
- Офіційний веб-сайт